# Urszula Kozioł

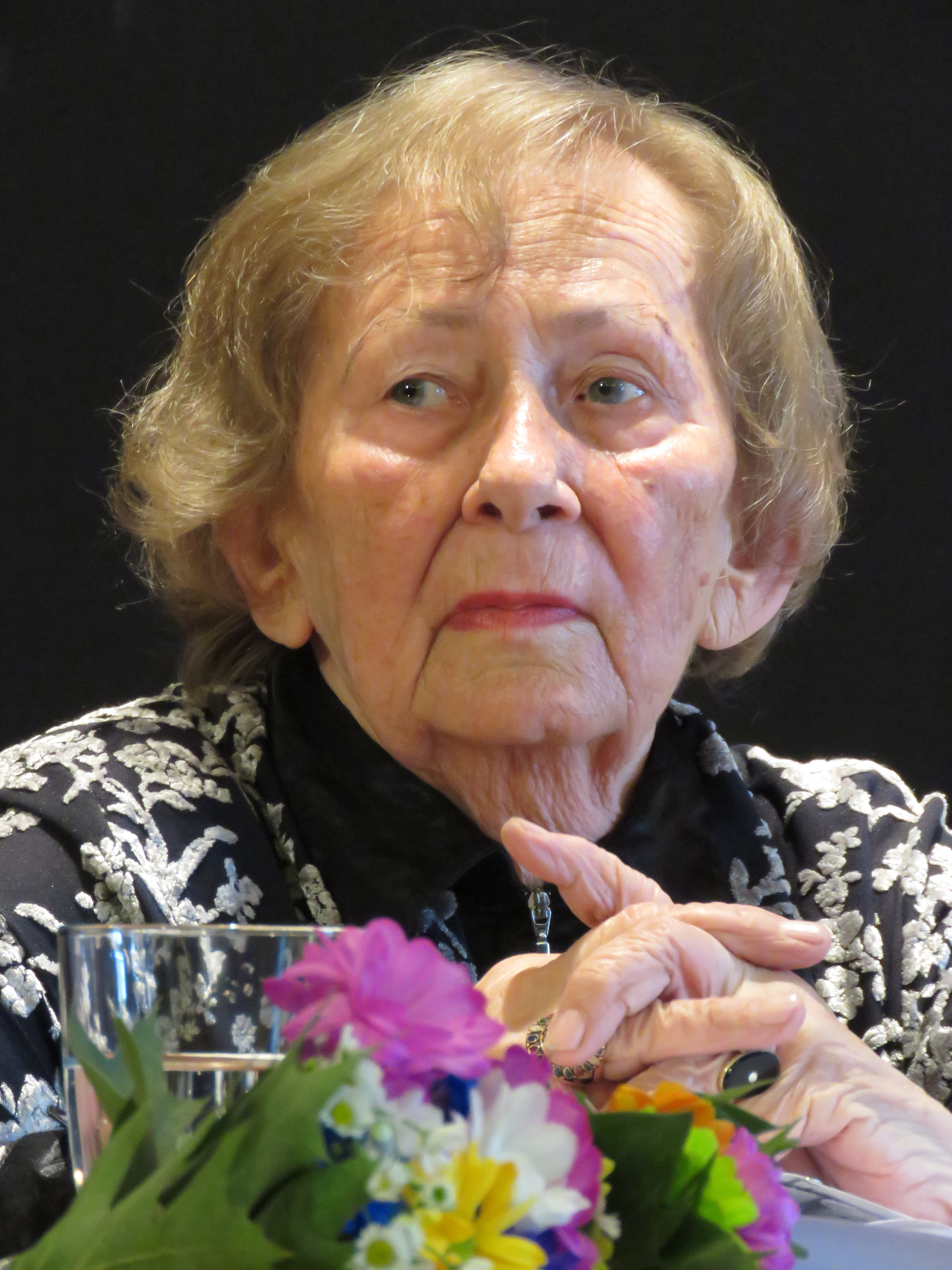
Urszula Kozioł (2016)

Urszula Kozioł, mit Pseudonym Antoni Migacz, Mirka Kargol, Faun, U.K. und Uka (* 20. Juni 1931 in Rakówka bei Biłgoraj; † 20. Juli 2025 in Breslau) war eine polnische Dichterin, Feuilletonistin und Theaterschaffende.

## Leben
Kozioł beendete 1953 ihr Studium der Polonistik an der Universität Breslau. In diesem Jahr veröffentlichte sie zudem ihre ersten Gedichte in der Zeitung Gazeta Robocza. Von 1954 bis 1972 arbeitete sie als Lehrerin. 1957 erschien ihr erster Gedichtband und sie wurde daher zur Współczesność-Generation (pokolenie Współczesności) gezählt. Ab 1958 publizierte sie in der Zeitschrift Odra, deren Literaturleitung sie 1972 übernahm. Von 1959 bis 1964 veröffentlichte sie in der Zeitschrift Współczesność, von 1963 bis 1965 im Wochenblatt Tygodnik Kulturalny und von 1967 bis 1972 in der Zeitschrift Poezja. 
Kozioł starb am 20. Juli 2025 im Alter von 94 Jahren in Breslau.

## Auszeichnungen
- 1969: Kościelski-Preis
- 1998: Kulturpreis Schlesien des Landes Niedersachsen
- 2002: Eichendorff-Literaturpreis
- 2011: Breslauer Lyrikpreis Silesius für ihr Gesamtwerk

## Bibliografie

### Lyrik
- Gumowe klocki, 1957
- W rytmie korzeni, 1963
- Smuga i promień, 1965
- Lista obecności, 1967
- Poezje wybrane, 1969
- W rytmie słońca, 1974
  - Übersetzung: Im Rhythmus der Sonne, 1983
- Wybór wierszy, 1976
- Poezje wybrane, 1985
- Wybór wierszy, 1986
- Żalnik, 1989
- Dziesięć lat przed końcem wieku, ca. 1990
- Postoje słowa, 1994
- Wielka pauza, 1996
- Wiersze niektóre, 1997
- W płynnym stanie, 1998
- Stany nieoczywistości, 1999
- Supliki, 2005 (nominiert für den Nike-Literaturpreis 2006)
  - Übersetzung: Bittgesuche, aus dem Polnischen von Peter Gehrisch. Leipziger Literaturverlag, 2007, ISBN 978-3-86660-034-8
- Przelotem, 2007 (nominiert für den Nike-Literaturpreis 2008 und das Buch des Jahres des Breslauer Lyrikpreises Silesius 2008)
- Horendum, 2010
- Fuga (1955–2010), 2011
- Klangor, 2014 (nominiert für den Nike-Literaturpreis 2015)
- Ucieczki, 2016 (nominiert für den Nike-Literaturpreis 2017)

### Prosa
- Postoje pamięci, 1964
- Ptaki dla myśli, 1971; 2. erw. und verb. Aufl. 1984
- Noli me tangere, 1984

### Feuilletons
- Z poczekalni, 1978
- Osobnego sny przypowieści, 1997

### Dramen
- Gonitwy, 1972
- Kobieta niezależna, 1976
- Biało i duszno (układ dramatyczny), 1977
- Król malowany, 1978
- Narada familijna, 1978
- Przewany wykład, 1978
- Weekend, 1981
- Spartolino, czyli jak Rzempoła ze szwagrem Pitołą stracha przydybali, 1982
- Trzy światy, 1982
- Podwórkowcy, 1983
- Psujony, 1985
- Magiczne imię, 1985